# Argyrophylax cinerella
Argyrophylax cinerella är en tvåvingeart som beskrevs av Mensil 1953. Argyrophylax cinerella ingår i släktet Argyrophylax och familjen parasitflugor. Inga underarter finns listade i Catalogue of Life.